# 張岐 (景泰進士)
張 岐（ちょう き、1425年 - 没年不詳）は、明の軍人・政治家。字は来鳳。北直隷河間府興済県の人。
順天府の郷試にて第十三名。景泰5年（1454年）、甲戌の会試を受け、第二百七十五名で貢士となる。殿試にて第三甲第九十六名で進士となる。曾祖父は張希信。祖父は知府の張迪。父は教諭の張縉。